# Giovanni Colaone
Giovanni Colaone (Bolzano, 9 settembre 1971) è un cestista e hockeista su slittino italiano.
Atleta diversamente abile, è tesserato per il Gruppo Sportivo Albatros di Trento e fa parte delle squadre di basket in carrozzina e hockey su slittino. Partecipa al campionato italiano di ice sledge hockey tra le file delle South-Tyrol Eagles, la rappresentativa regionale, con cui ha vinto lo scudetto 2007-08. 
In quest'ultima specialità, ha partecipato con la nazionale italiana ai IX Giochi paralimpici invernali di Torino 2006, classificandosi all'8º posto.
Pur all'esordio olimpico, questa non è stata la sua prima convocazione in nazionale: aveva infatti partecipato anche ai Campionati Europei del 2005, disputatisi a Zlín in Repubblica Ceca, dove la nazionale aveva ottenuto il 6º posto.
Ha inoltre partecipato alla nuova edizione dei Campionati Europei, disputatisi a Pinerolo nel novembre 2007 e all'edizione 2009 del mondiale (chiuso al sesto posto, con qualificazione alle olimpiadi di Vancouver 2010).